# Knocked Loose
 (mai 2022).
La mise en forme du texte ne suit pas les recommandations de Wikipédia : il faut le « wikifier ».
Les points d'amélioration suivants sont les cas les plus fréquents. Le détail des points à revoir est peut-être précisé sur la page de discussion.
- Les titres sont pré-formatés par le logiciel. Ils ne sont ni en capitales, ni en gras.
- Le texte ne doit pas être écrit en capitales (les noms de famille non plus), ni en gras, ni en italique, ni en « petit »…
- Le gras n'est utilisé que pour surligner le titre de l'article dans l'introduction, une seule fois.
- L'italique est rarement utilisé : mots en langue étrangère, titres d'œuvres, noms de bateaux, etc.
- Les citations ne sont pas en italique mais en corps de texte normal. Elles sont entourées par des guillemets français : « et ».
- Les listes à puces sont à éviter, des paragraphes rédigés étant largement préférés. Les tableaux sont à réserver à la présentation de données structurées (résultats, etc.).
- Les appels de note de bas de page (petits chiffres en exposant, introduits par l'outil «  Source ») sont à placer entre la fin de phrase et le point final[comme ça].
- Les liens internes (vers d'autres articles de Wikipédia) sont à choisir avec parcimonie. Créez des liens vers des articles approfondissant le sujet. Les termes génériques sans rapport avec le sujet sont à éviter, ainsi que les répétitions de liens vers un même terme.
- Les liens externes sont à placer uniquement dans une section « Liens externes », à la fin de l'article. Ces liens sont à choisir avec parcimonie suivant les règles définies. Si un lien sert de source à l'article, son insertion dans le texte est à faire par les notes de bas de page.
- La présentation des références doit suivre les conventions bibliographiques. Il est recommandé d'utiliser les modèles {{Ouvrage}}, {{Chapitre}}, {{Article}}, {{Lien web}} et/ou {{Bibliographie}}. Le mode d'édition visuel peut mettre en forme automatiquement les références.
- Insérer une infobox (cadre d'informations à droite) n'est pas obligatoire pour parachever la mise en page.

Pour une aide détaillée, merci de consulter Aide:Wikification.
Si vous pensez que ces points ont été résolus, vous pouvez retirer ce bandeau et améliorer la mise en forme d'un autre article.
Knocked Loose est un groupe américain de hardcore punk, beatdown hardcore metalcore venant du comté d'Oldham dans le Kentucky. Formé en 2013 et actuellement signé chez Pure Noise Records, le groupe a sorti son premier album Laugh Tracks (en) en septembre 2016 via leur label: Pure Noise Records

## Biographie
Leur carrière a débuté avec la même formation qu'aujourd'hui (à l’exception de leur premier guitariste rythmique), mais Garris[Qui ?] a affirmé qu'il a commencé à chanter dans les autres groupes des membres actuels en 2011 et 2012.
Leur première œuvre studio a été l'EP Pop Culture, sorti en 2014 sur le label Little Heart Records.
En 2015, ils sortent un album split avec le groupe Damaged Goods chez No Luck Records (distribué par Little Heart sur internet).
Au printemps 2016, Knocked Loose accompagne Counterparts sur leur tournée aux côtés de Gideon et Expire. Le groupe a rejoint la tournée estivale 2016 du groupe The Acacia Strain, sur laquelle étaient également présent Oceano (en), Culture Killer et To the Wind. Puis à l'automne, ils ont accompagné Stick to Your Guns sur leur tournée Better Ash than Dust. Stray from the Path et Expire ont rejoint l'affiche en soutien.
Cette même année, le groupe annonce leur premier album studio nommée Laugh Tracks, devant sortir sur le label Pure Noise Records qui les a signés plus tôt dans l'année. L'album sort le 16 septembre 2016. Le 9 août de cette même année, ils avaient sorti le clip du single Oblivions Peak, figurant sur Laugh Tracks. Le 31 mai 2017, ils sortent un clip avec cette fois deux chansons qui s'enchaînent Billy No Mates et Counting Worms.
Le 6 juin 2017, Knocked Loose est annoncé avec Hollow Earth sur la tournée américaine de fin d'année d'Every Time I Die de septembre à octobre. Un mois plus tard, en juillet 2017, ils annoncent une tournée au Royaume-Uni en novembre, toujours avec Every Time I Die mais en remplacement du groupe hardcore canadien Comeback Kid sur certaines dates. Durant l'été 2017, ils jouent sur toutes les dates du Vans Warped Tour sur la Full Sail stage aux côtés de groupes tels que Trophy Eyes, Boston Manor et Movements. Knocked Loose joue en première partie d'Eighteen Visions sur deux dates en décembre 2017 avec Old Wounds et Tourniquet.
Fin 2017, ils annoncent leur première tournée en tête d'affiche, programmée pour début 2018, accompagnés par les groupes de hardcore Terror, Jesus Piece et Stone, un groupe avec lequel ils ont sympathisé au sein de leur label. Cependant, Stone sont écartés de la tournée et remplacés par Year of the Knife à cause d'une accusation d'agression sexuelle contre eux.
La plupart des concerts de leur tournée affichaient complet, ce qui leur a permis d'ouvrir pour Parkway Drive et Thy Art is Murder sur leur tournée Européenne et aussi de jouer quelques dates sur la scène principale du dernier Warped Tour.
Durant l'automne 2018, Knocked Loose fait la première partie de Beartooth sur leur tournée Disease avec Sylar. Ils ont ensuite démarré leur tournée en tête d'affiche au printemps 2019: The Accacia Strain, Harm's Way, Sanction and Higher Power les ont également rejoint, puis à leur tour, Knocked Loose a rejoint A Day to Remember pendant la tournée d'été 2019 avec Boston Manor (groupe).
Leur prochain album s'intitule A Different Shade of Blue (en) et sort le 23 août 2019. Pour soutenir et promouvoir leur nouvelle sortie, ils prennent part à une importante tournée en tant que tête d'affiche pendant l'automne 2019. Stick to Your Guns, Rotting Out, Candy et SeeYouSpaceCowboy les rejoindront sur la tournée.
Ils ont été programmés sur la tournée initialement prévue en fin d'été 2021 avec Gatecreeper, Magnitude et Kharma qui aura finalement lieu à l'automne. En parallèle à ça, le groupe a ouvert pour Gojira sur leur tournée d'automne 2021 avec Alien Weaponry.
Le 13 octobre 2021, ils sortent leur nouvel EP A Tear in the Fabric of Life dont la chanson God Knows a été élue 30e meilleure chanson metal de 2021 par Loudwire.
Le 16 avril 2023, Knocked Loose gagne soudainement en popularité grâce sa participation remarquée au très populaire festival Coachella à Indio en Californie.
Un EP intitulé Upon Loss Singles comportant deux chansons sort le 8 juin 2023 toujours sous le label Pure Noise Records.
Le 27 février 2024, ils annoncent la sortie de leur prochain album, You Won't Go Before You're Supposed To, pour la date du 10 mai 2024. Ils dévoilent par la même occasion la liste des dix titres que comptera l'opus. Cette annonce est suivie de la sortie du premier single de l'album, Blinding Faith. Un mois après, le 3 avril 2024, Knocked Loose sort un second single, Don't Reach For Me. Le troisième et dernier single, Suffocate (en collaboration avec la chanteuse Poppy) sort le 23 avril 2024. Le groupe de métal Knocked loose a remporté le titre de Rock Sound’s 2024 artist of the year Award.

## Style musical
Knocked Loose a été identifié à plusieurs sous-genres (metalcore, punk hardcore, beatdown...) par les médias. Sur leur revue de l'album Laugh Tracks (en), New Noise a décrit leur son comme "la lourdeur de Comeback Kid, avec un soupçon de riffs à la Slayer et l'agressivité de Code Orange". Le chanteur, Bryan Garris définit leur son comme un entre-deux au milieu du metalcore et du hardcore, bien qu'il affirme que leur volonté a toujours été de créer des textures sonores diverses difficiles à ranger dans une catégorie. Knocked Loose a été cité comme l'un des fers de lance de la première vague de la scène Metalcore "revival" fin 2010, aux côtés de groupes comme Code Orange, Counterparts, Kublai Khan, Varials (en) et Jesus Piece.
Comme ils l'ont fait avec le metalcore et le punk hardcore, ils ont également intégré dans leur musique des breakdowns à des tempos lents.

## Membres

Knocked Loose en concert au festival  With Full Force 2018
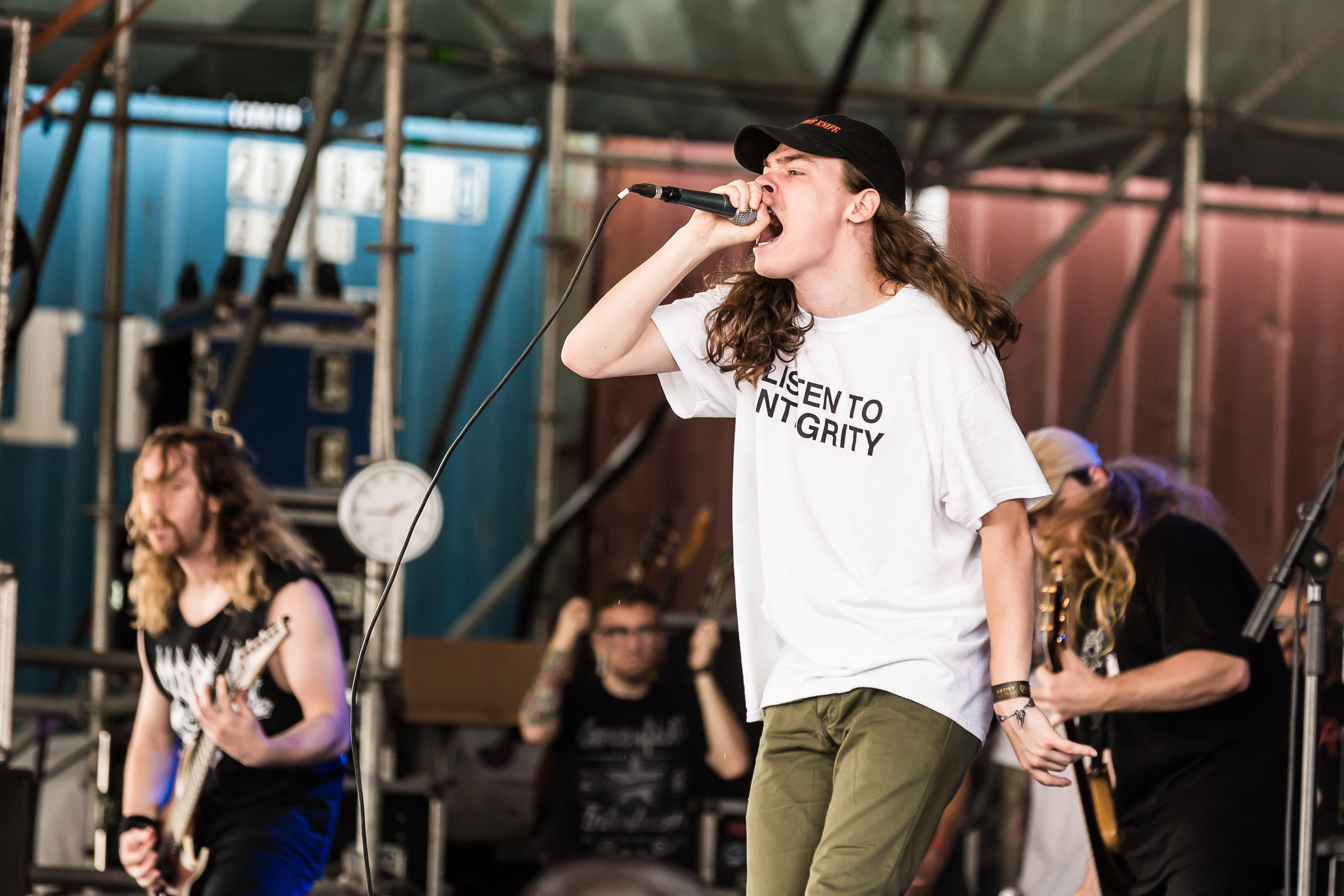
Bryan Garris
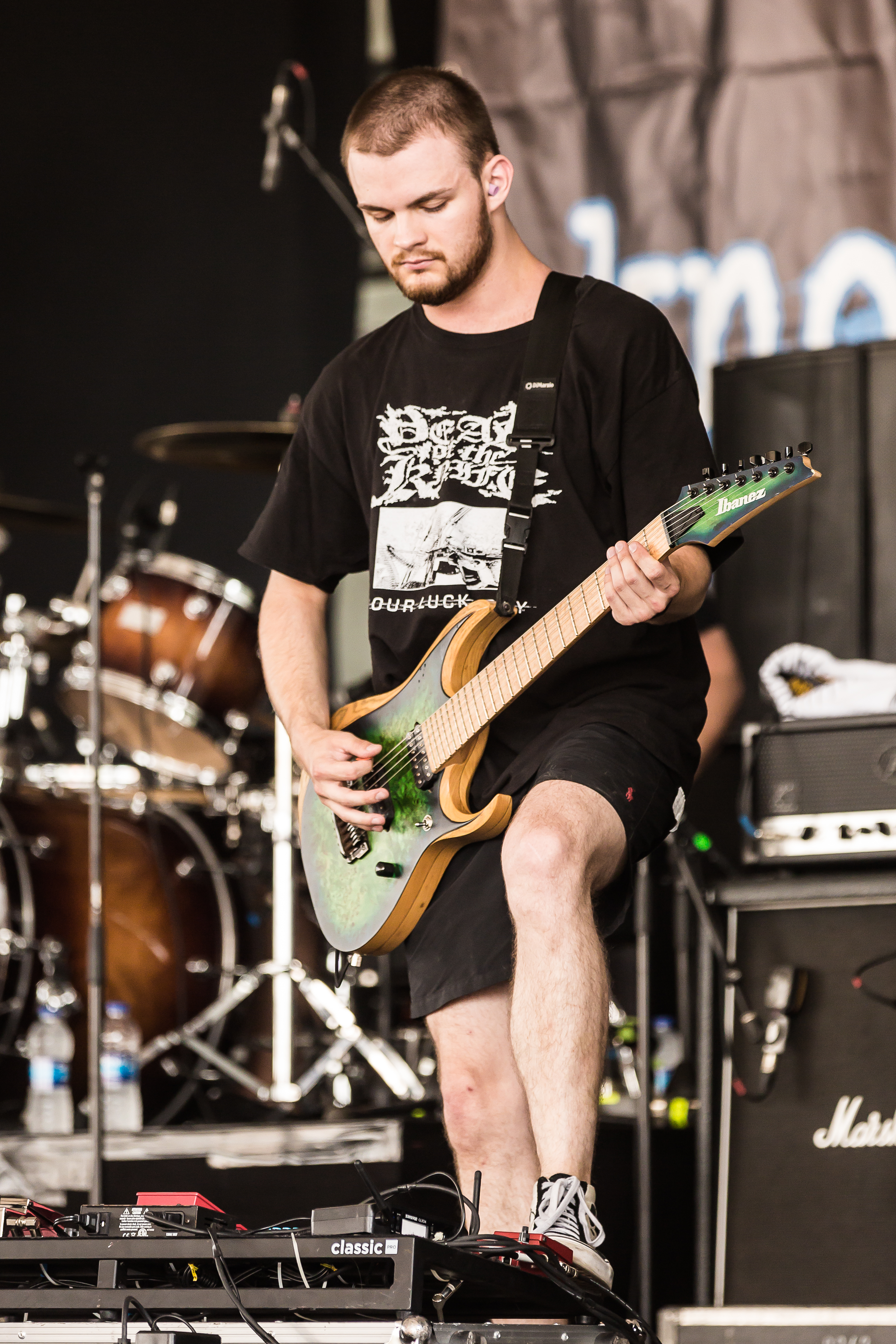
Isaac Hale
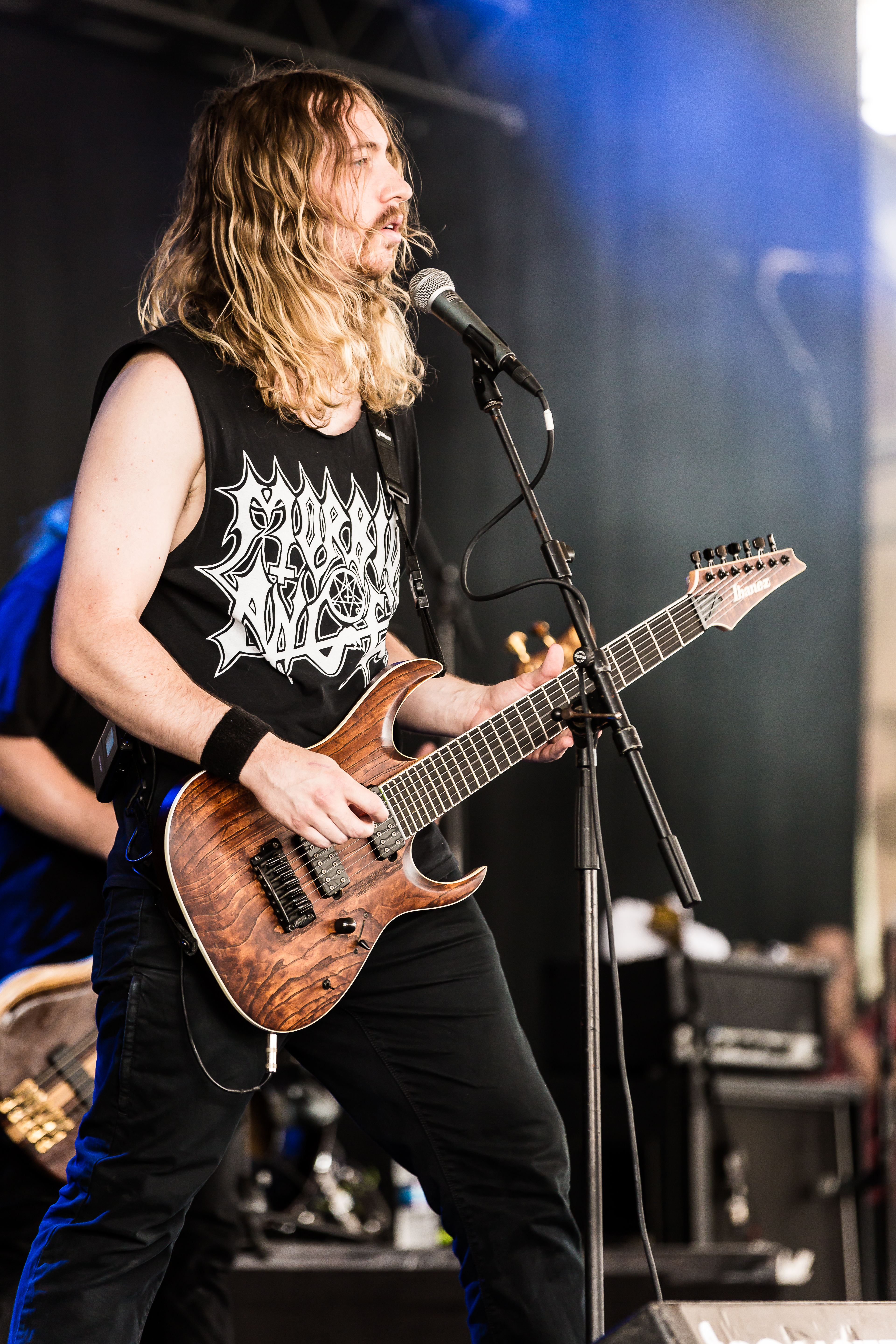
Cole Crutchfield
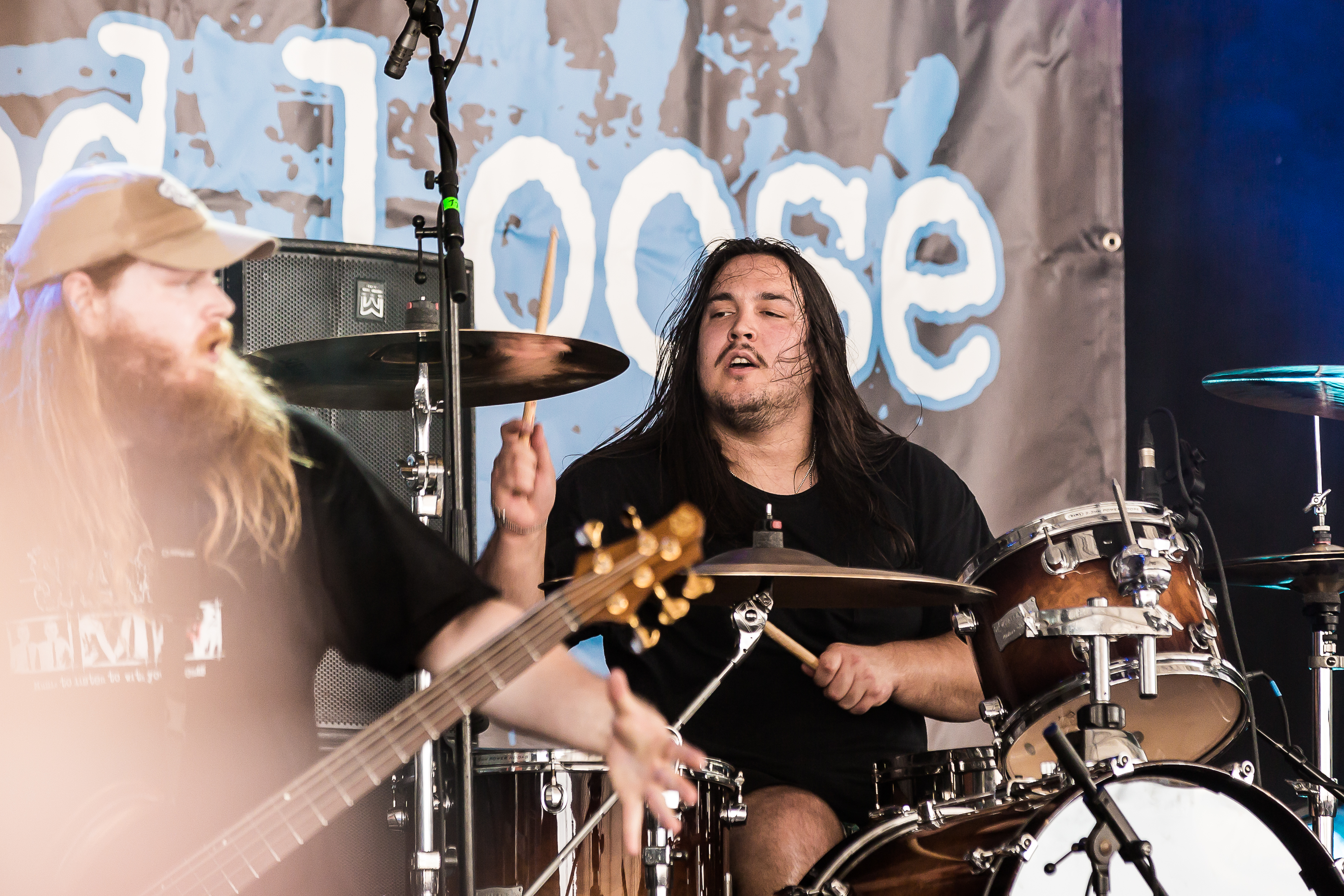
Kevin Otten and Kevin Kaine

### Membres actuels
- Bryan Garris – chant (2013–maintenant)[9]
- Isaac Hale –  guitare principale, chœurs (2013–maintenant)[9]
- Kevin Otten – basse (2013–maintenant)[9]
- Kevin 'Pacsun' Kaine – batterie (2015–maintenant)[9]
- Nicko Calderon – guitare rythmique (2020–maintenant)[9]

### Anciens membres
- Cole Crutchfield – guitare rythmique, chœurs (2015–2020)

## Discographie

### EPs et Split
- 2014 - Pop Culture (Little Heart Records)
- 2015 - Split avec Damaged Goods(No Luck/Little Heart)
- 2019 - Mistakes Like Fractures [10] (Pure Noise Records)
- 2021 - A Tear in the Fabric of Life [11] (Pure Noise Records)
- 2023 - Upon Loss Singles (Pure Noise Records)

### Maquettes
- Manipulator (demo) (2013)

### Singles
- "The Have Nots"
- "Manipulator"
- "SS" (2014, Little Heart)
- "Deadringer"
- "Oblivion's Peak"
- "Billy No Mates / Counting Worms"
- "Mistakes Like Fractures"
- "...And Still I Wander South"
- "Trapped in the Grasp of a Memory"
- "Deep In The Willow"
- "Everything Is Quiet Now"
- "Blinding Faith"
- "Don't Reach For Me"
- "Suffocate (feat. Poppy)"